# يولاما
يولاما (الاسم العلمي: Eulaema) هو عبارة عن جنس من نحل السحلب ذي الجسم الكبير والذي يتواجد بشكل أساسي في المنطقة الاستوائية الحديثة.
وهو نحل قوي ذو لون بني أو أسود، ومشعر أو مخملي وغالبا ما يكون مخطط باللون الأصفر أو البرتقالي، وعادة ما يشبه النحل الطنان. إنه يفتقر للتلوين المعدني كما يحدث في جنس Eufriesea.

## التوزيع
تم العثور على توزيع يولاما من ريو غراندي دو سول (البرازيل)، محافظة ميسيونس (الأرجنتين) وباراغواي إلى شمال المكسيك مع بعض الشوارد في الولايات المتحدة

## الأنواع
- E. basicincta Moure, 2000
- E. bennetti Moure, 1967
- E. boliviensis (Friese, 1898)
- E. bombiformis (Packard, 1869)
- E. bomboides (Friese, 1923)
- E. chocoana Ospina-Torres & Sandino-Franco, 1997
- E. cingulata (Fabricius, 1804)
- E. flavescens (Friese, 1899)
- E. leucopyga (Friese, 1898)
- E. luteola Moure, 1967
- E. meriana (Olivier, 1789)
- E. mocsaryi (Friese, 1899)
- E. napensis Oliveira, 2006
- E. nigrifacies (Friese, 1897)
- E. nigrita Lepeletier, 1841
- E. parapolyzona Oliveira, 2006
- E. peruviana (Friese, 1903)
- E. polychroma (Mocsáry, 1899)
- E. polyzona (Mocsáry, 1897)
- E. atleticana (Nemésio, 2009)
- E. quadragintanovem (Nemésio, 2012)
- E. pseudocingulata Oliveira, 2006
- E. seabrai Moure, 1960
- E. sororia Dressler & Ospina-Torres, 1997
- E. speciosa (Mocsáry, 1897)
- E. tenuifasciata (Friese, 1925)
- E. terminata (Smith, 1874)

## الحواشي
1. ↑  Michener, C. D. (2000). The Bees of the World. Johns Hopkins University Press. 913 pp.
2. ↑  dos Anjos-Silva et al. 2006
3. ↑  Minckley, R. L., S. G. Reyes (1996). Capture of the orchid bee, Eulaema polychroma (Friese) (Apidae: Euglossini) in Arizona, with notes on northern distributions of other Mesoamerican bees. J. Kansas Entomol. Soc. 69(1): 102-104.